# Ailoklaran do Sul
Ailoklaran do Sul (ehemals indonesisch Ailoklaran Selatan, deutsch Süd-Ailoklaran) ist ein Stadtteil der osttimoresischen Landeshauptstadt Dili im Suco Bairro Pite (Verwaltungsamt Dom Aleixo, Gemeinde Dili). Im Osten führt der Fluss Maloa in der Regenzeit Wasser und nördlich liegt der Stadtteil Ailoklaran. Nach Süden und Westen nimmt die Besiedlung ab. In Ailoklaran do Sul befindet sich eine Grundschule.

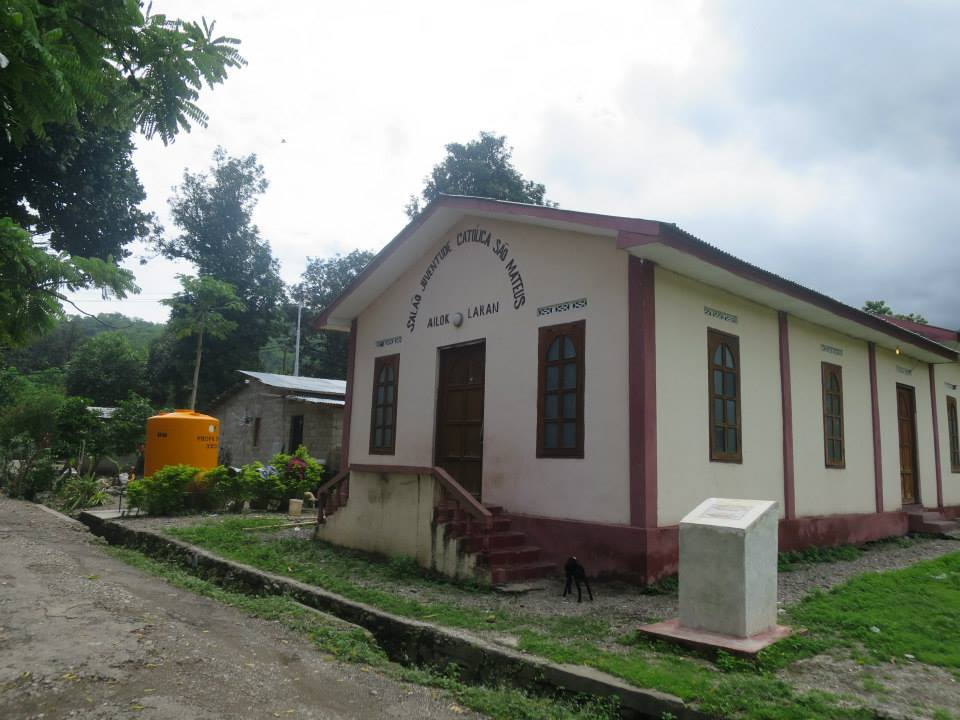
Katholisches Jugendzentrum São Mateus
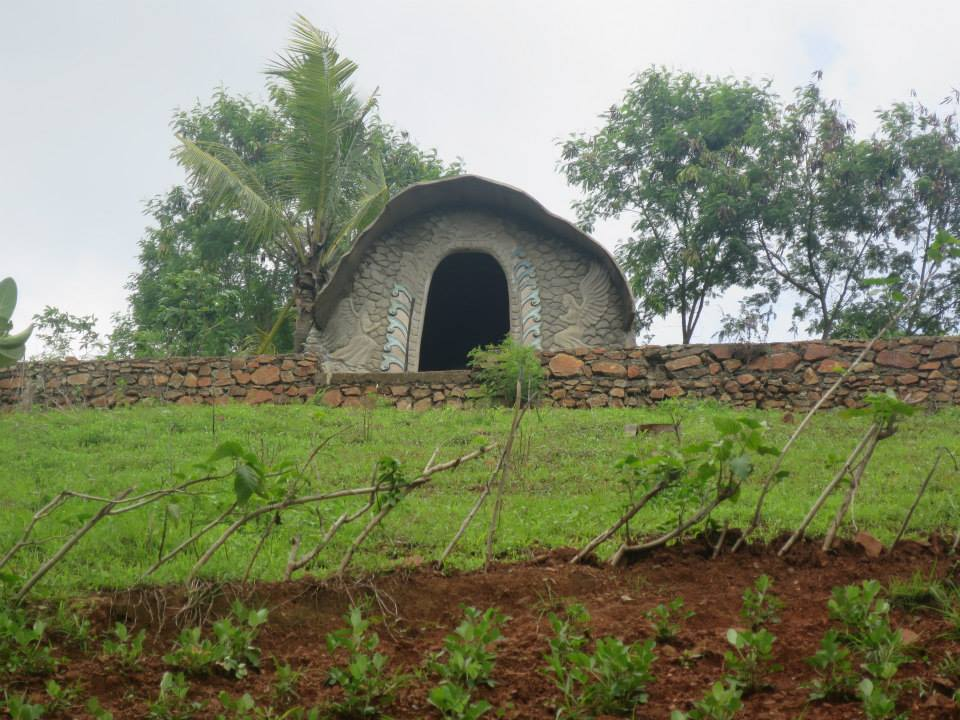
Mariengrotte
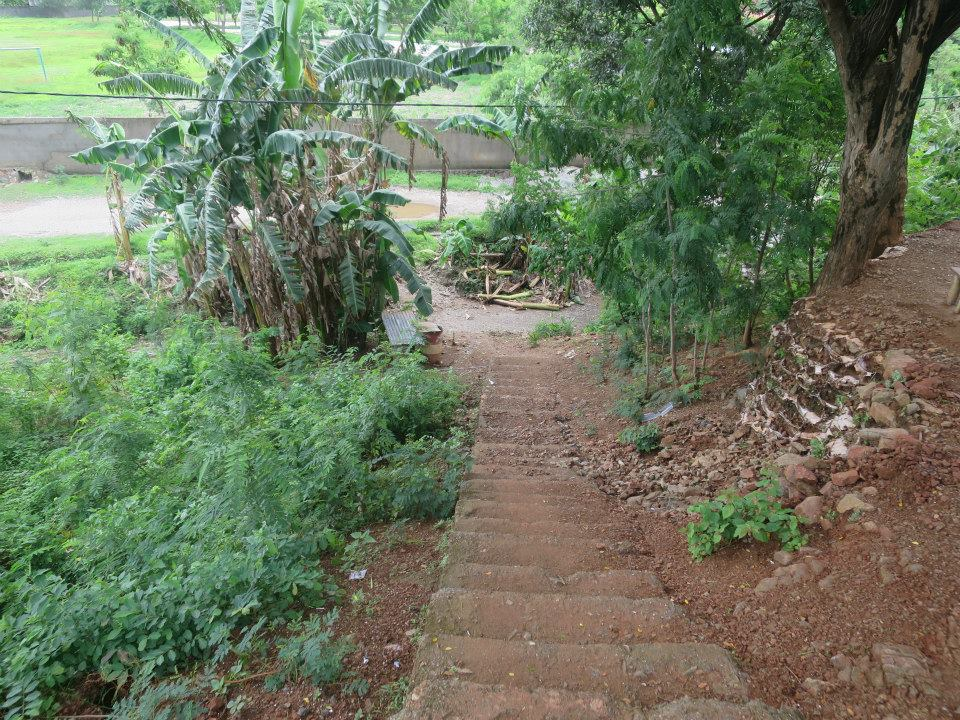
Am Stadtrand